# Otto Boelitz
Otto Boëlitz (né le 18 avril 1876 à Wesel et mort le 29 décembre 1951 à Düsseldorf) est un éducateur et homme politique allemand (DVP, plus tard CDU).

## Biographie
Otto Boelitz est issu d'une famille de pasteurs - son père est Paul Boelitz - avec sept frères et sœurs ; son frère est le poète et écrivain Martin Boelitz (de). Après avoir obtenu son diplôme d'études secondaires en 1896, Otto Boelitz étudie la théologie et la philosophie à Berlin, Halle et Bonn puis entre dans l'enseignement supérieur. Il est professeur dans un lycée de Bochum depuis 1904, enseigné au lycée allemand de Bruxelles à partir de 1905 et devient en 1909 directeur de l'école allemande de Barcelone, autorisée à un usage militaire. De 1915 à 1921, il est recteur de l'Archilycée (de) de Soest.
Boelitz est membre de la Conférence des écoles du Reich et, à partir de 1926, président de l'Association du peuple du théâtre. En 1927, il séjourne longuement en Amérique du Sud. Boelitz est nommé directeur de l'Institut ibéro-américain (IAI) à Berlin en 1930, mais doit démissionner de son poste après que les nationalistes-socialistes prennent le pouvoir le 31 mars 1934. En 1945, il cofonde le quotidien Westfalenpost (de).

## Politique

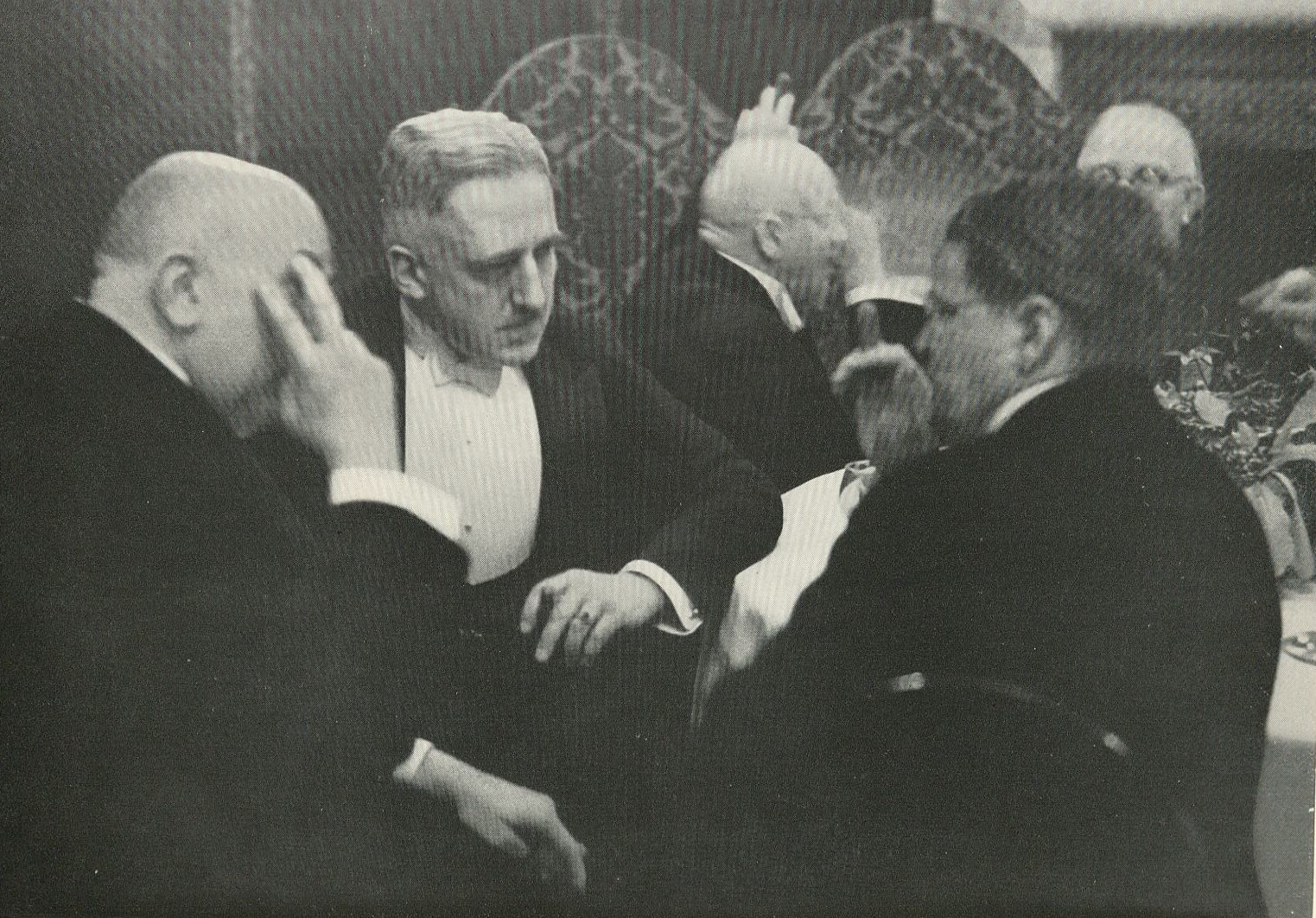
Otto Boelitz à gauche, avec Conrad von Borsig et Otto Meissner, vers 1930

En 1918, Boelitz est élu au conseil d'administration du comité des citoyens et président du DVP à Soest. Boelitz est membre de l'Assemblée constituante de l'État libre de Prusse de 1919 à 1921, puis membre du Parlement d'État prussien jusqu'en 1932, où il est porte-parole de la politique culturelle du groupe parlementaire DVP. Du 17 novembre 1921 au 6 janvier 1925, il est ministre prussien des Sciences, des Arts et de l'Éducation dans le gouvernement de l'État dirigé par le ministre-président Otto Braun. Néanmoins, il est l'un des ennemis de la République. Après la Seconde Guerre mondiale, il participe à la fondation de la CDU en Westphalie.

## Travaux
- Kausalität und Notwendigkeit in Émile Boutroux Lehre von der Kontingenz: ein Beitrag zur Geschichte der neuesten französischen Philosophie. Leipzig 1907
- Die Lehre vom Zufall bei Émile Boutroux: ein Beitrag zur Geschichte der neuesten französischen Philosophie. Leipzig 1907
- Preußens Zerstückelung – Deutschlands Untergang. 2. Aufl., Berlin 1919
- Preußen und der Einheitsstaat. Berlin 1920
- Die Kulturpolitik im Programm der Deutschen Volkspartei. Berlin 1919
- Abbau und Aufbau unseres Bildungswesens?, Leipzig 1924
- Der Aufbau des preußischen Bildungswesens nach der Staatsumwälzung. Leipzig 1924 (Digitalisat).
- Die Bewegungen im deutschen Bildungsleben und die deutsche Bildungseinheit. Leipzig 1926 (Digitalisat).
- Der Charakter der höheren Schule. Leipzig 1926 (Digitalisat).
- Das Grenz- und Auslanddeutschtum: Seine Geschichte und seine Bedeutung. Oldenbourg, München/Berlin 1926
- La instrucción pública alemana después de la guerra.
- Grundsätzliches zur Kulturlage der Gegenwart. Berlin 1931
- El actual intercambio cultural entre Ibero-América y Alemania